# SM Town Live '10 World Tour
Tournées par SM Town
SM Town Live '08
(2008-2009) SM Town Live World Tour III
(2012-2013)
SM Town Live '10 World Tour est le nom de la tournée mondiale de SM Town effectuée en 2010–2011. La tournée a commencé avec un concert à Séoul en août 2010 puis a continué aux États-Unis, au Japon, en Chine et en France,,.

## Contexte

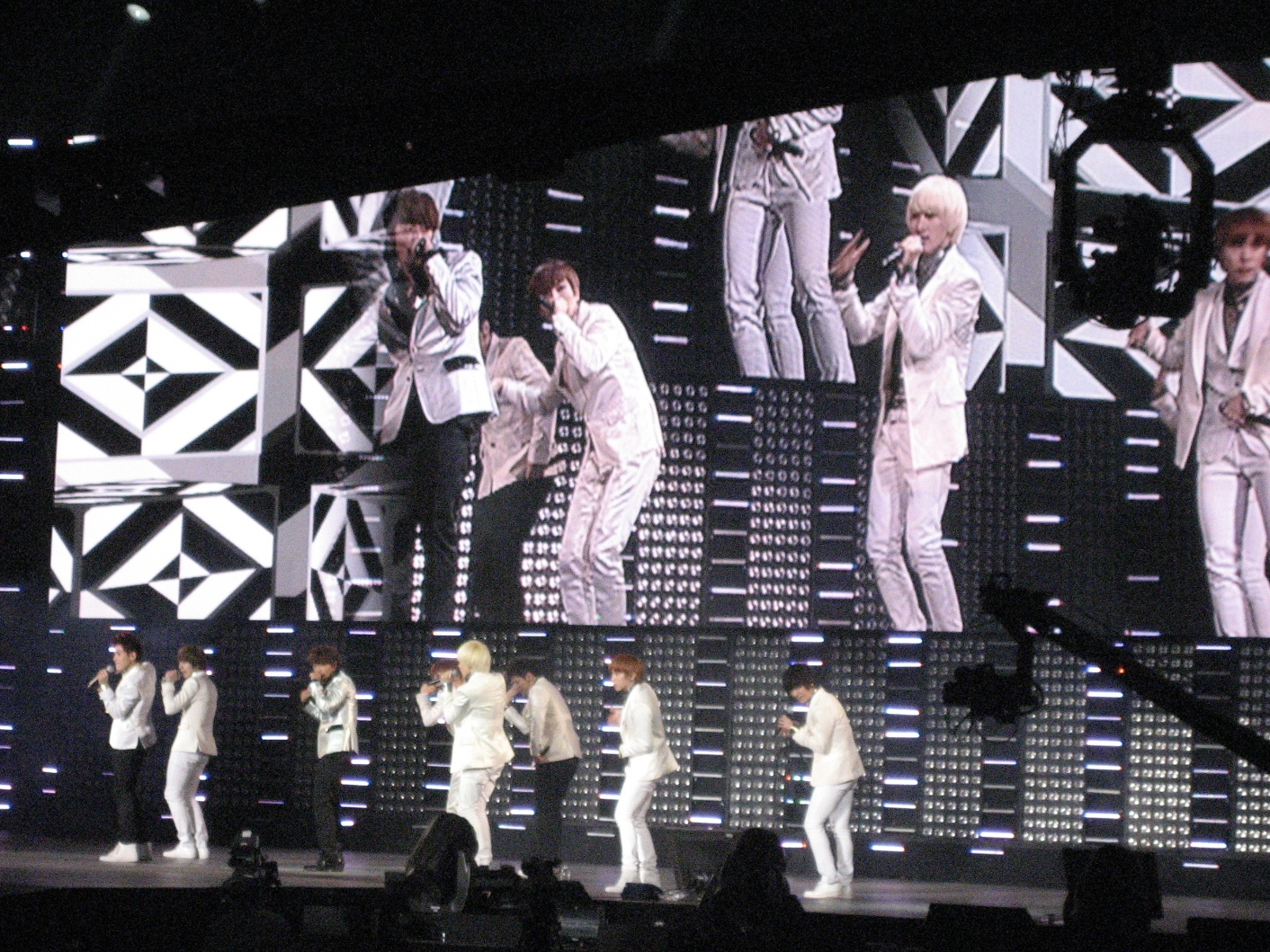
Super Junior au concert de New York

SM Town est le nom regroupant les artistes signés sous le label discographique sud-coréen SM Entertainment. Chaque année, l'agence regroupe ses artistes pour faire des concerts de quatre à six heures à travers le monde.

## Concerts

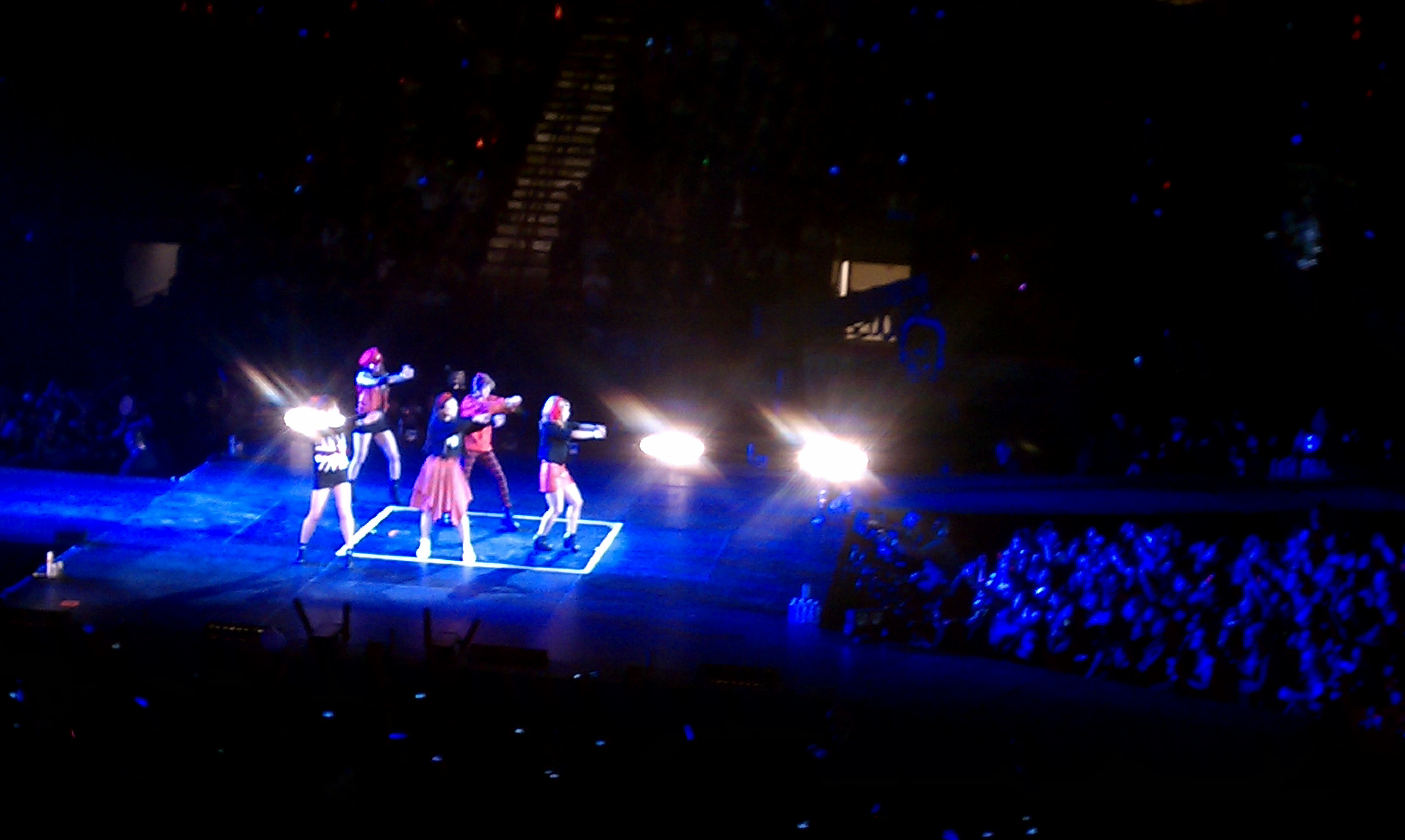
f(x) au concert de New York

Le premier concert à Séoul a duré six heures, 80 chansons des artistes de SM y ont été interprétées, et des performances de la part des acteurs Kim Min-jong, Go Ara et Lee Yeon-hee ont eu lieu. Le concert à Shanghai le 11 septembre 2010 a réuni 25 000 personnes et on y a joué 54 chansons. Il y a également eu lieu la célébration du 15e anniversaire de Kangta dans l'industrie musicale, où une vidéo spéciale de ses activités passées a été diffusée.
Le concert au Staples Center à Los Angeles a rassemblé 15 000 fans. SM Entertainment a engagé la production de films 3D Cameron Pace Group (une société de James Cameron), ce qui a amené le directeur musical Keith Hobelman a capturer les performances de la soirée. Le concert a été diffusé aux cinémas en 3D et un Blu-ray DVD a été conçu pour la vente. Il s'est placé 10e dans l'US Billboard Boxcore chart, avec un total d'1 million de $ de recettes pour les places vendues.
Les deux jours de concert à Tokyo au Yoyogi National Gymnasium a attiré un public de 24 000 personnes. La seconde partie du concert tokyoïte était à la base prévue pour les 9 et 10 avril, mais a été reporté jusqu'à septembre, en respect après le séisme de mars 2011.

## Dates des concerts
| Date              | Ville       | Pays         | Lieu                     | Public  |
| ----------------- | ----------- | ------------ | ------------------------ | ------- |
| 21 août 2010      | Séoul       | Corée du Sud | Stade olympique de Séoul | 40 000  |
| 4 septembre 2010  | Los Angeles | États-Unis   | Staples Center           | 15 000  |
| 11 septembre 2010 | Shanghai    | Chine        | Stade de Hongkou         | 25 000  |
| 25 janvier 2011   | Tokyo       | Japon        | Yoyogi National Stadium  | 24 000  |
| 26 janvier 2011   | Tokyo       | Japon        | Yoyogi National Stadium  | 24 000  |
| 10 juin 2011      | Paris       | France       | Le Zénith                | 14 000  |
| 11 juin 2011      | Paris       | France       | Le Zénith                | 14 000  |
| 2 septembre 2011  | Tokyo       | Japon        | Tokyo Dome               | 150 000 |
| 3 septembre 2011  | Tokyo       | Japon        | Tokyo Dome               | 150 000 |
| 4 septembre 2011  | Tokyo       | Japon        | Tokyo Dome               | 150 000 |
| 23 octobre 2011   | New York    | États-Unis   | Madison Square Garden    | 15 000  |
| TOTAL             | TOTAL       | TOTAL        | TOTAL                    | 283 000 |

## Médias
DVD

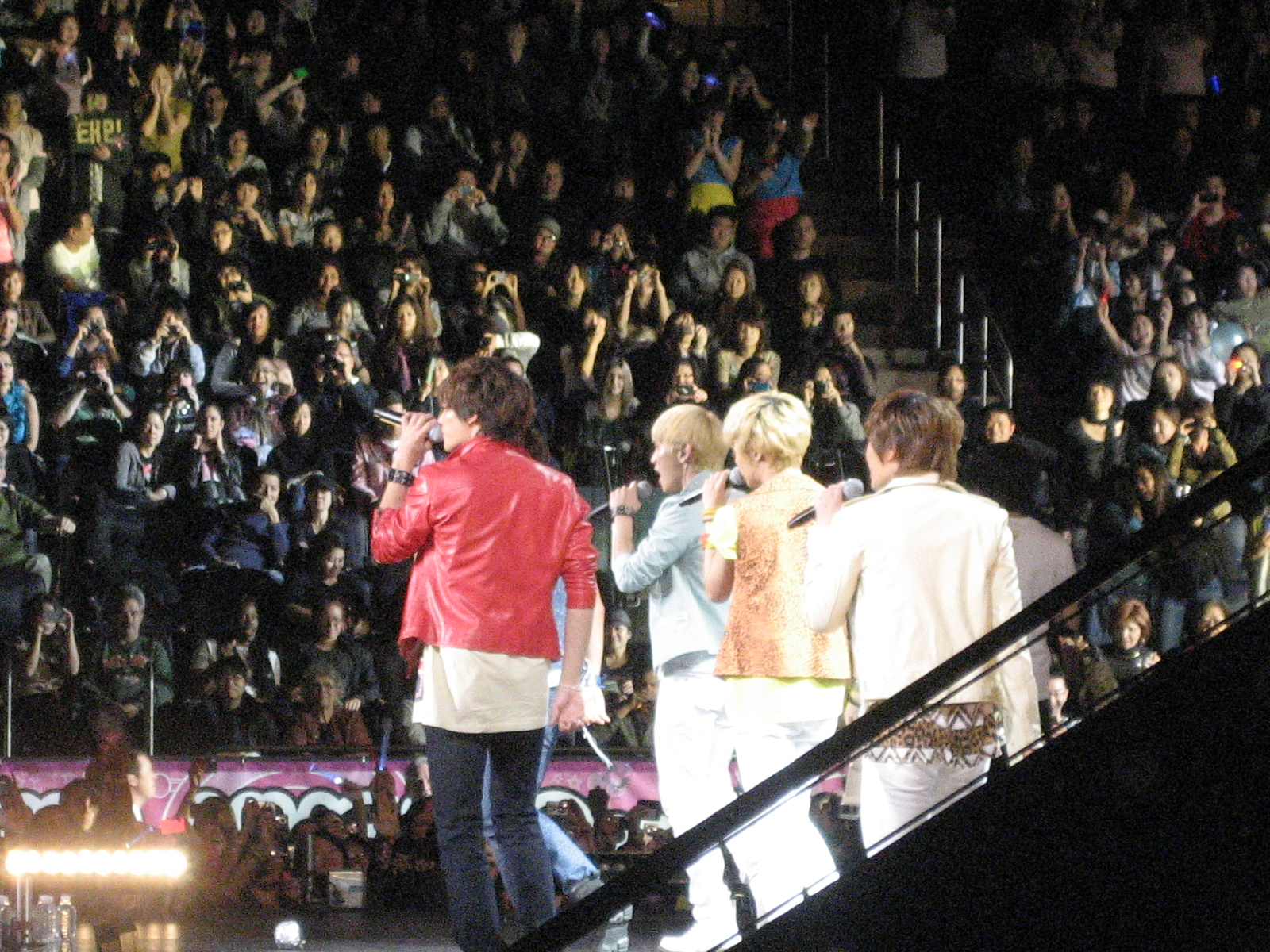
SHINee au concert de New York

- SM Town Live in Tokyo Special Edition (2011)[16]

Film
- I AM. - SM Town Live World Tour in Madison Square Garden (10 mai 2012[17] mais repoussé au 21 juin 2012, à cause de problèmes audio)[18]

Télévision
- SM Town Live in Tokyo sur MBC le 9 avril 2012 pendant 90 minutes, avec des interviews en coulisses[19].